# Leptocyclopodia schizopyga
Leptocyclopodia schizopyga är en tvåvingeart som beskrevs av Maa 1966. Leptocyclopodia schizopyga ingår i släktet Leptocyclopodia och familjen lusflugor. Inga underarter finns listade i Catalogue of Life.